# 湯尼·培瑞茲
安坦納修·「湯尼」·培瑞茲·里格爾（西班牙語：Atanacio "Tony" Pérez Rigal，1942年5月14日—），綽號「大狗」，為美國職業棒球大聯盟的一壘手與三壘手，生涯曾效力過紅人、博覽會、紅襪與費城人等隊。培瑞茲是著名的大紅機器打線的一員，他在紅人隊拿下4次國聯冠軍，2次世界大賽冠軍。
培瑞茲生涯7次入選明星賽，在1970年代初每年都能打回100分打點以上。而他也成為紅人隊史最有名氣的球星之一。在退休後，培瑞茲曾到紅人和馬林魚擔任總教練，之後他成為馬林魚總經理特助。1998年，他成功入選紅人隊名人堂。2000年，他入選美國棒球名人堂。

## 職業生涯

### 選手時期
1964年，他在3A繳出3成09的打擊率，並敲出34轟與107分打點，成功拿下聯盟MVP。而他在7月26日的雙重賽完成大聯盟初登場，他在首打席獲得保送，不過接下來連6打席都沒能擊出安打。
再隔一天，培瑞茲在2局敲出大聯盟首安，7局打回生涯首分打點。而他在大聯盟的前三年都與Deron Johnson及Gordy Coleman輪流防守一壘。1965年球季第二場比賽，培瑞茲終於擊出大聯盟首轟，而且是支滿貫砲。1967年，培瑞茲首度入選明星賽。他在明星賽面對凱特費許·杭特敲出致勝全壘打，最後國聯2比1險勝，培瑞茲拿下明星賽MVP。
1970年，培瑞茲繳出3成17的打擊率，並敲出40轟與129分打點。最後他在MVP票選拿下第三名，僅次於比利·威廉斯和強尼·班奇。此外，培瑞茲還有去參加冬季聯盟。他在1966年和1967年還拿下MVP。

#### 大紅機器
1967年開始，培瑞茲成為球隊的先發三壘手。1972年，他又回到一壘手的位置。他在1970年代一共打回954分打點，僅次於強尼·班奇。
在1970年代期間，紅人打進4次世界大賽。其中他們在1975年和1976年獲得冠軍二連霸。1976年，他們連續在國聯冠軍賽和世界大賽橫掃費城人與洋基，為大聯盟1969年以來首次。然而球隊在奪冠後將培瑞茲和Will McEnaney交易到博覽會，換來Woodie Fryman和Dale Murray。大紅機器打線也因為這場交易案而解體，他們之後也只在1979年進入一次季後賽，而且也沒能拿下冠軍。
培瑞茲在博覽會三年，打擊率為2成81，並敲出46轟與242分打點。之後他以自由球員身分加盟紅襪，他在紅襪的第一年就敲出25轟與105分打點，最後他拿下盧·賈里格紀念獎。

#### 生涯後期
1983年，培瑞茲來到費城人，而他也和前隊友彼得·羅斯和喬·摩根再度成為隊友。1985年5月13日，44歲的培瑞茲敲出滿貫砲，一度成為大聯盟史上最老擊出滿貫砲的球員。 1986年10月4日，培瑞茲敲出全壘打，這也是他職業生涯最後一支安打。

## 棒球名人堂

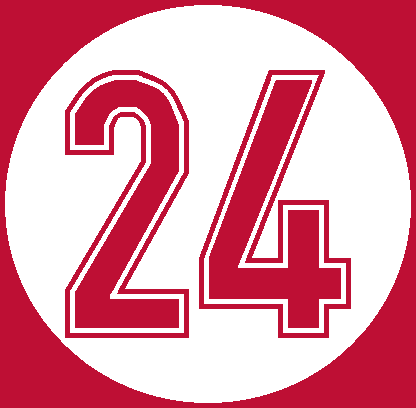
2000年，紅人隊將培瑞茲的24號球衣退休。

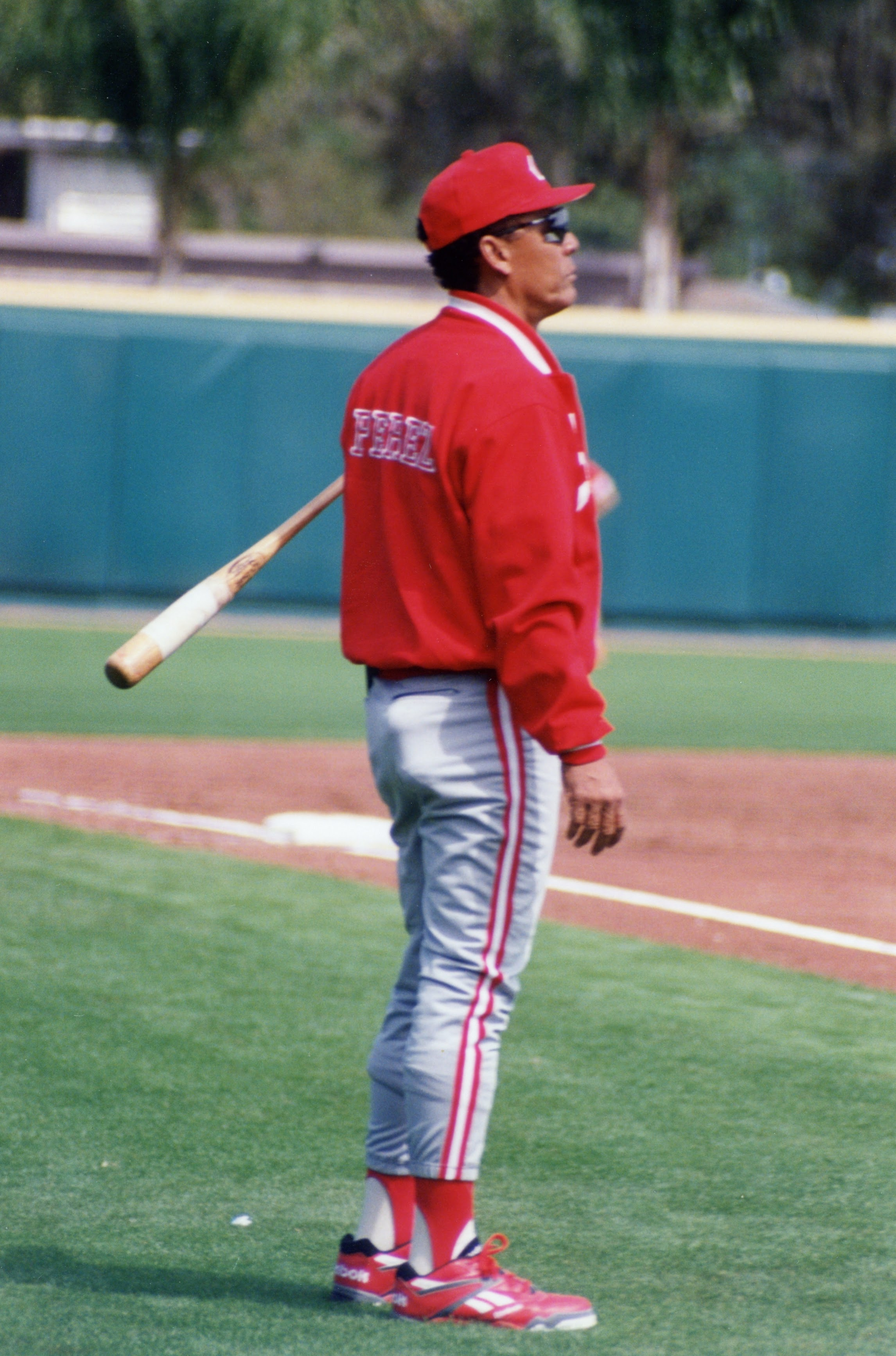
1993年的培瑞茲

1998年，培瑞茲入選紅人隊名人堂。2000年，培瑞茲入選美國棒球名人堂。球隊也在5月27日將他的24號球衣退休。

## 生涯成績

### 選手時期
| 出賽次數 | 打席   | 打數  | 得分  | 安打  | 二安 | 三安 | 全壘打 | 打點  | 盜壘 | 保送 | 三振  | 打擊率 | 上壘率 | 長打率 | OPS  |
| -------- | ------ | ----- | ----- | ----- | ---- | ---- | ------ | ----- | ---- | ---- | ----- | ------ | ------ | ------ | ---- |
| 2,777    | 10,861 | 9,778 | 1,272 | 2,732 | 505  | 79   | 379    | 1,652 | 49   | 925  | 1,867 | .279   | .341   | .463   | .804 |

### 執教
| 球隊           | 開始年 | 結束年 | 例行賽戰績 | 例行賽戰績 | 例行賽戰績 | 季後賽戰績 | 季後賽戰績 | 季後賽戰績 |
| 球隊           | 開始年 | 結束年 | 勝         | 敗         | 勝率       | 勝         | 敗         | 勝率       |
| -------------- | ------ | ------ | ---------- | ---------- | ---------- | ---------- | ---------- | ---------- |
| 辛辛那提紅人   | 1993年 | 1993年 | 20         | 24         | .455       | —          | —          | —          |
| 佛羅里達馬林魚 | 2001年 | 2001年 | 54         | 60         | .474       | —          | —          | —          |
| 總計           | 總計   | 總計   | 74         | 84         | .468       | —          | —          | —          |
| 備註:          |        |        |            |            |            |            |            |            |

## 個人生活
培瑞茲在2002年回到古巴和他90歲的母親團聚，後來他的母親在2008年去世。
另一名古巴籍大聯盟選手Minnie Miñoso則是培瑞茲的偶像，培瑞茲曾數次要求大聯盟將Miñoso入選名人堂，後來Miñoso一直到2022年才成功入選。
培瑞茲在2018年4月2日出版其自傳。

## 參看
- 美國職棒大聯盟全壘打排行榜
- 美國職棒大聯盟打點排行榜

## 外部連結
- 球員資訊和成績在MLB ，ESPN ，Retrosheet ，Baseball Reference ，Baseball Reference (Minors) ，Fangraphs ，The Baseball Cube （英文）
- 湯尼·培瑞茲在台灣棒球維基館上的頁面（繁體中文）